# Morning After Dark
Morning After Dark – electropopowa kompozycja autorstwa Jima Beanza, Timothy’ego Mosleya, Deborah Epstein, Michelle Bell, Keri Hilson i Jerome’a Harmona, zrealizowana na trzeci studyjny album amerykańskiego artysty hip-hopowego Timbalanda zatytułowany Timbaland Presents Shock Value II (2009). Utwór wydano jako inauguracyjny singel promujący ową płytę. Został on nagrany we współpracy z francuską wokalistką rhytm and bluesową SoShy; popularne jest także wydanie singla, na którym gościnnie rapuje Nelly Furtado.

## Listy utworów i formaty singla
- Brytyjskie wyd. singla CD

1. "Morning After Dark" (featuring Nelly Furtado & SoShy) − 3:53
2. "Morning After Dark" (Chew Fu 2016 B-Boy Fix Remix) − 5:03

- Brytyjskie wyd. digital download[1]

1. "Morning After Dark" (Manhattan Clique Main) − 3:28
2. "Morning After Dark" (Chew Fu 2016 B-Boy Fix Remix) − 5:02
3. "Morning After Dark" (Moto Blanco Radio) − 3:47

- Amerykańskie wyd. digital download

1. "Morning After Dark" (featuring SoShy) − 4:02

- Międzynarodowe wyd. digital download

1. "Morning After Dark" (featuring Nelly Furtado & SoShy) − 3:53

- Oficjalne amerykańskie remiksy taneczne[2]

1. "Morning After Dark" (Chris Lake Remix) − 3:28
2. "Morning After Dark" (Kaskade Remix) − 3:47
3. "Morning After Dark" (Feed Me Remix) − 4:53
4. "Morning After Dark" (Chew Fu 2016 B-Boy Fix Remix) − 5:03

## Pozycje na listach przebojów
| Notowanie (2009)                           | Najwyższa pozycja |
| ------------------------------------------ | ----------------- |
| Aruba (Aruba Top 20)                       | 1                 |
| Australia (ARIA)                           | 19                |
| Austria (Ö3 Austria Top 40)                | 12                |
| Belgia (Ultratop Flanders)                 | 23                |
| Belgia (Ultratip Wallonia)                 | 3                 |
| Kanada (Canadian Hot 100)                  | 8                 |
| Dania (IFPI)                               | 19                |
| Europa (Eurochart Hot 100 Singles)         | 8                 |
| Finlandia (Suomen virallinen lista)        | 12                |
| Francja (SNEP)                             | 13                |
| Niemcy (Media Control AG)                  | 6                 |
| Irlandia (IRMA)                            | 11                |
| Holandia (Dutch Top 40)                    | 21                |
| Norwegia (VG-lista)                        | 13                |
| Romania (RT100)                            | 4                 |
| Stany Zjednoczone (U.S. Billboard Hot 100) | 61                |
| Szwecja (Sverigetopplistan)                | 6                 |
| Szwajcaria (Media Control AG)              | 20                |
| Wielka Brytania (UK R&B Singles Chart)     | 3                 |
| Wielka Brytania (UK Singles Chart)         | 6                 |